# دوري بولينزيا الفرنسية لكرة القدم 2014–15
دوري بولينزيا الفرنسية لكرة القدم 2014–15 هو موسم من كأس سنغافورة. كان عدد الأندية المشاركة فيه 10، وفاز فيه نادي تيفانا ‏.